# Ágios Prokópios (ort i Grekland, Joniska öarna)
Ágios Prokópios (Agios Prokopios) är en ort i Grekland.   Den ligger i prefekturen Nomós Kerkýras och regionen Joniska öarna, i den västra delen av landet, 400 km nordväst om huvudstaden Aten. Ágios Prokópios ligger 55 meter över havet och antalet invånare är 378. Den ligger på ön Korfu.
Terrängen runt Ágios Prokópios är kuperad åt sydväst, men åt nordost är den platt. Havet är nära Ágios Prokópios åt sydväst. Närmaste större samhälle är Korfu, 6,7 km nordost om Ágios Prokópios. 